# Ovophil
Als ovophil (lat. ovum ‚Ei‘ und altgr. φιλία philia ‚Freundschaft‘) werden Fische bezeichnet, bei denen das Weibchen den Laich im Verlauf der Balz auf einem Substrat ablegt, die Eier jedoch relativ rasch mit dem Maul wieder aufnimmt. Es gibt auch Fische mit ovophilen Männchen wie den Banggai-Kardinalbarsch (Pterapogon kauderni).
Die Zeit zwischen Ablegen und Aufnehmen der Eier nutzt das Männchen, um das Gelege zu besamen.
Bei Geophagus altifrons etwa lutscht das Weibchen auch häufig das Gelege und das Substrat ab, wodurch Sperma ins mit den Eiern gefüllte Maul gelangt und diese dort befruchtet werden.

## Beispiele für ovophile Fische
- Geophagus altifrons
- Geophagus proximus
- Geophagus steindachneri
- Champsochromis